# Jadwiga Dzido
Jadwiga Dzido (ur. 26 stycznia 1918 w Suchowoli, zm. 10 grudnia 1985 w Warszawie) – polska farmauceutka,  jako studentka aresztowana w 1941 przez Gestapo, więźniarka niemieckiego obozu koncentracyjnego w Ravensbrück i ofiara eksperymentów pseudomedycznych, świadek podczas procesów w Norymberdze.

## Życiorys

### Młodość
Urodziła się 26 stycznia 1918 w Suchowoli, jako córka Katarzyny i Józefa Dzido. Wychowywała się w Łukowie we wschodniej Polsce. Po śmierci ojca w czasie I wojny światowej jej matka pracowała w aptece prowadzonej przez Teodozjusza Nowińskiego. Rozpoczęła studia na Uniwersytecie Warszawskim w 1938 na kierunku farmacji. Po ukończeniu pierwszego roku powróciła do Łukowa, gdy wybuchła wojna. Dołączyła do ruchu oporu Związku Walki Zbrojnej, pomagając w rozpowszechnianiu nielegalnej prasy.

### Aresztowanie i pobyt w obozie koncentracyjnym
Gestapo aresztowało ją 28 marca 1941 i umieściło w zamku w Lublinie, gdzie była torturowana w nadziei, że ujawni nazwiska współpracowników. 21 września 1941 została deportowana do Ravensbrück, gdzie w listopadzie 1942 wraz z dziewięcioma innymi kobietami, z rozkazu Karla Gebhardta, niemieckiego obozowego lekarza, poddano ją eksperymentom medycznym, których celem było zbadanie działania leków sulfonamidowych na rany. Nacięcia wykonano na jej nodze, która została zainfekowana bakteriami, brudem i odłamkami szkła. Cierpiała na wysoką gorączkę i ból, a nacięcie w jej nodze spowodowało atrofię mięśni. Była ukrywana przez innych więźniów pod podłogą, dopóki obóz nie został wyzwolony przez wojska radzieckie w 1945. Pod koniec wojny Dzido wróciła do domu do Łukowa o kulach, aby przekonać się, czy jej matka przeżyła. Po dowiedzeniu się o śmierci matki wróciła do Warszawy, gdzie ukończyła studia. Ukończyła farmację, a następnie pracowała na Uniwersytecie Warszawskim.

### Proces lekarzy i dalsze życie
Dzido była świadkiem oskarżenia na procesie lekarzy w Norymberdze, który rozpoczął się w grudniu 1946. Wraz z nią zeznawały inne więźniarki, m.in. Władysława Karolewska i Maria Kuśmierczuk.
Po ukończeniu studiów Dzido pracowała w firmie farmaceutycznej w Warszawie. W 1951 wyszła za mąż za Józefa Hassa, oficera polskiej armii. Mieli dwoje dzieci. Zmarła w Warszawie 10 grudnia 1985.